# Filips III van Nassau-Saarbrücken
Filips III van Nassau-Saarbrücken (Weilburg, 14 april 1542 – Saarbrücken, 12 maart 1602), officiële titels: Graf zu Nassau, Saarbrücken und Saarwerden, was enige tijd graaf van Nassau-Weilburg en daarna graaf van Nassau-Neuweilnau (beiden een deel van het graafschap Nassau), en sinds 1574 ook graaf van Saarbrücken en Saarwerden. Hij stamt uit de Walramse Linie van het Huis Nassau.

## Biografie
Filips was de enige zoon van graaf Filips III van Nassau-Weilburg en Amalia van Isenburg-Büdingen, dochter van graaf Johan van Isenburg-Büdingen en Anna van Schwarzburg. Hij had één oudere halfbroer, Albrecht. In zijn kinderjaren werd hij samen met zijn halfbroer in Slot Neuweilnau in het protestantse geloof opgevoed. Daarna studeerde hij aan de Universiteit van Jena, waar hij tijdelijk rector was.
Op 4 oktober 1559 overleed zijn vader. Filips erfde samen met zijn halfbroer het graafschap Nassau-Weilburg. Aangezien Filips slechts zestien jaar oud was, nam Johan III van Nassau-Saarbrücken, als senior van de Walramse Linie van het Huis Nassau, de voogdij waar. Aanvankelijk regeerden de broers samen. De hoge schulden van hun vader beperkte hun handelingsmogelijkheden, maar langzaam lukte het hun om de begrotingssituatie te verbeteren.
Al in het begin van hun regering stelden Albrecht en Filips in hun graafschap katholieke gewoonten zoals carnavalsvieringen en het Sint-Jansvuur strafbaar.

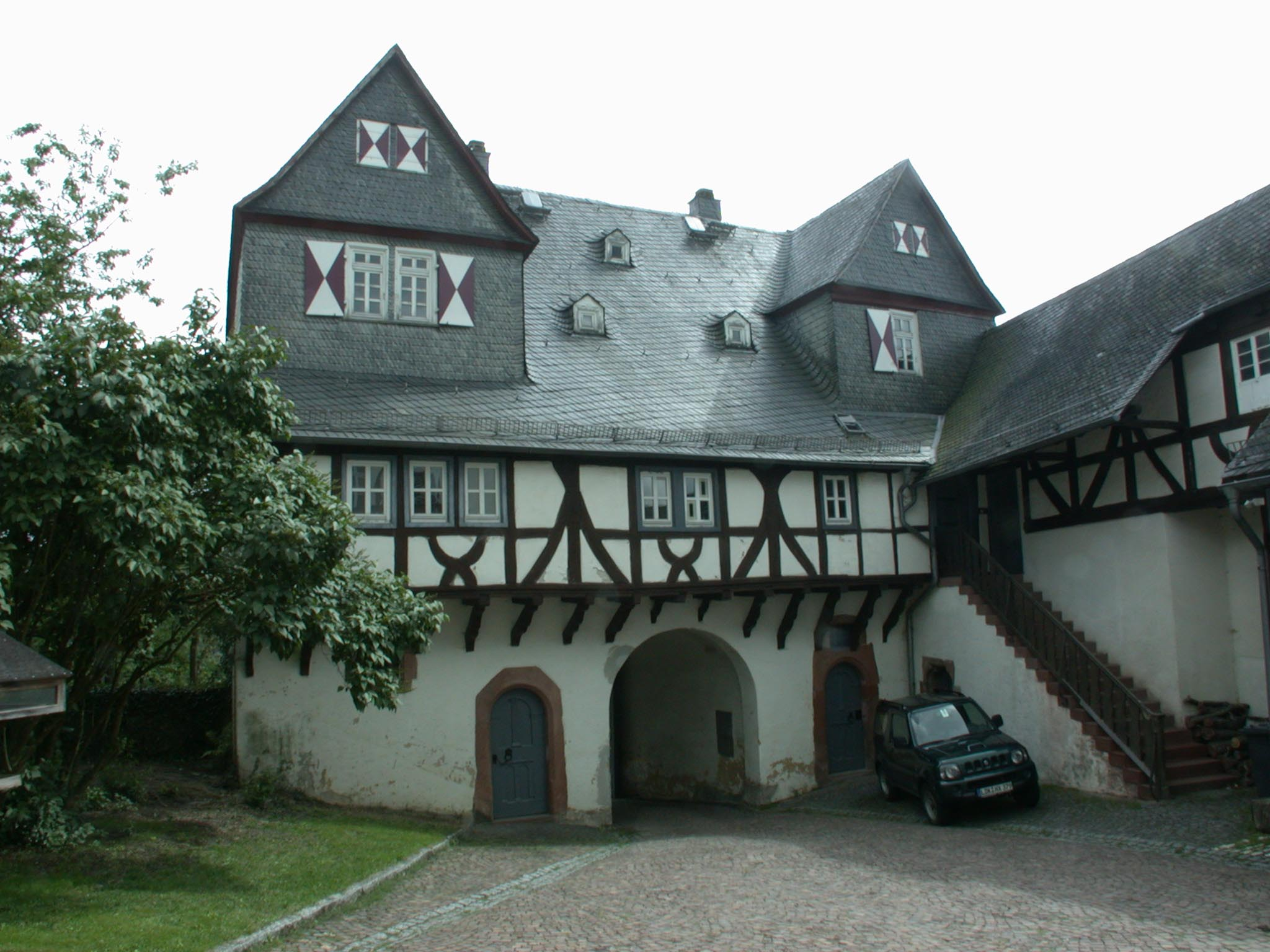
Het onder Filips III gebouwde poortgebouw van Slot Neuweilnau

### Graaf van Nassau-Neuweilnau
Op 15 mei 1561 deelden de halfbroers voor de eerste maal hun graafschap. Albrecht ontving kasteel en ambt Weilburg, Filips kasteel en ambt Neuweilnau. Het grootste deel van het graafschap en de schulden van de vader bleven echter gemeenschappelijk bezit. Filips verhuisde naar Slot Neuweilnau, dat al dienst had gedaan als residentie voor zijn vader. Tussen 1564 en 1566 liet hij hier aanzienlijke uitbreidingswerkzaamheden uitvoeren.

Filips nam in 1562 deel aan de verkiezings- en kroningsdag van keizer Maximiliaan II in Frankfurt am Main.
Filips en Albrecht brachten de volgende wijzigingen aan in hun gezamenlijke bezit:
- in 1562 de verwerving van de helft van het ambt Stockheim,
- in 1565 de verwerving van het deel van de graven van Stolberg van Altweilnau met Landstein,
- in 1570 de verkoop van het ambt Bingenheim (m.u.v. Reichelsheim) aan Hessen.[7]

Filips behoorde tot de Wetterauer Grafenverein, waarin zijn halfbroer een leidende rol innam. In 1567/68 kwamen Filips en Albrecht verscheidene keren samen met Willem van Oranje. Ze namen deel aan de voorbereiding van de Nederlandse Onafhankelijkheidsoorlog tegen Fernando Álvarez de Toledo, de hertog van Alva. De aanval op de Nederlanden in 1568 mislukte echter.

### Graaf van Saarbrücken en Saarwerden
In 1570 bevestigde keizer Maximiliaan II het testament van Johan III van Nassau-Saarbrücken waarin deze Albrecht en Filips tot zijn erfgenamen benoemde. Johan was zonder mannelijke nakomelingen en wilde zekerstellen dat volgens het erfverdrag van 1491, de graafschappen Saarbrücken, Saarwerden en Ottweiler voor de Walramse Linie van het Huis Nassau behouden bleven. Reeds in 1571 namen Albrecht en Filips in opdracht van Johan het bestuur over de heerlijkheden Lahr en Mahlberg over. In hetzelfde jaar deelden Albrecht en Filips de heerschappijrechten in Nassau-Weilburg volledig. Met Hessen sloten ze meerdere verdragen waarin ze het gemeenschappelijke bezit van Nassau en Hessen geleidelijk verdeelden. Zo verdeelden ze in 1585 met Hessen het Land an der Lahn.

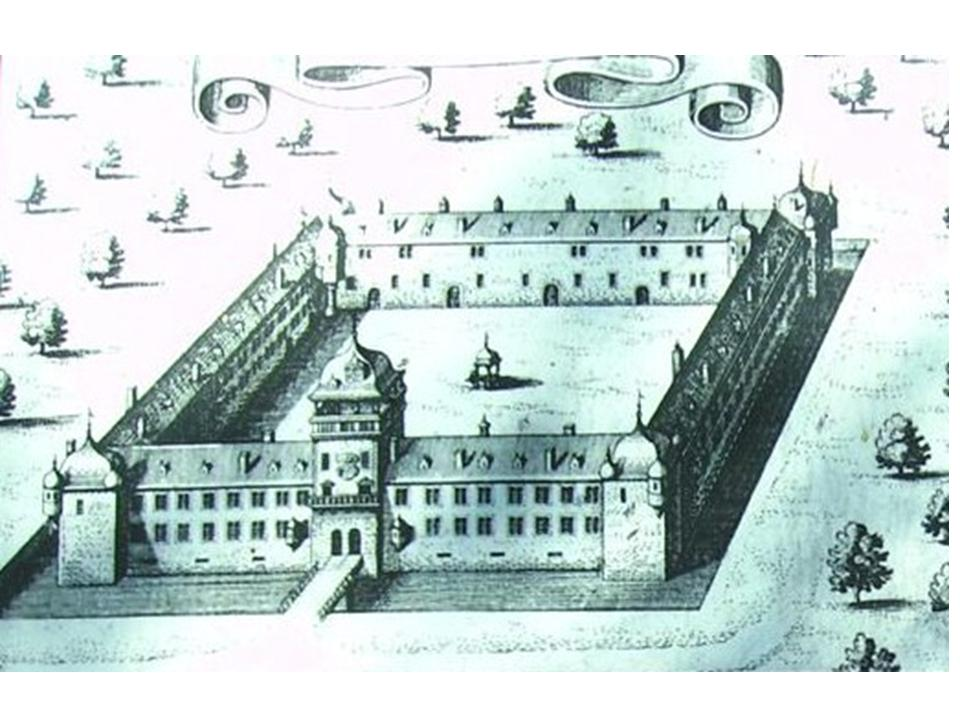
Het door Filips III gebouwde jachtslot Philippsborn in de 16e eeuw

In 1572 liet Filips het uit de 12e eeuw daterende Kasteel Wanborn nabij Saarbrücken afbreken, en een in renaissancestijl opgetrokken gebouw met vier vleugels bouwen, het jachtslot Philippsborn. In de Dertigjarige Oorlog werd het slot verwoest. Het werd later heropgebouwd als een landhuis. Ook in 1572 lukte het Filips de secularisatie van Klooster Rosenthal door te voeren. Het klooster had een hechte band met de familie, het diende tijdelijk als begraafplaats van Filips's voorvader Adolf van Nassau, de enige rooms-koning uit zijn familie.
Met het overlijden van Johan III van Nassau-Saarbrücken op 23 november 1574 vielen de graafschappen Saarbrücken, Saarwerden en Ottweiler definitief aan Albrecht en Filips. Ze werden op 7 december 1574 tussen de broers verdeeld. Filips ontving Saarbrücken en Saarwerden en de heerlijkheid Stauf. Albrecht ontving Ottweiler, de ambten Homburg, Kirchheim en de heerlijkheden Lahr en Mahlberg in het Zwarte Woud.
De Saarbrückense erfenis werd van verscheidene zijden aangevochten. Hertog Karel III van Lotharingen eiste het graafschap Saarwerden als vervallen leen terug. Albrecht slaagde er, als oudste van de Walramse Linie van het Huis Nassau, echter in om het recht van Nassau bij het Rijkskamergerecht te laten zegevieren. Het geschil liep jaren en dreigde een tijdlang militair te escaleren. Dit was de belangrijkste reden dat Filips zijn hoofdresidentie naar Saarbrücken verlegde. Als domicilie diende het nieuw gebouwde zomerhuis in Saarbrücken, dat de basis vormde van het huidige Slot Saarbrücken.
Keurvorst Frederik III van de Palts maakte eveneens aanspraken op delen van de erfenis. Ook hier slaagde het Huis Nassau erin om op de belangrijkste punten succes te behalen. Meerdere omvangrijke verdragen waarin de exacte rechten en grenzen werden vastgelegd, werden gesloten.
Reeds op 1 januari 1575 voerde Filips in zijn nieuwe graafschappen de reformatie in, naar Hessisch voorbeeld. Met de uitvoering werd de Saarbrückense hofpredikant belast. Katholieke priesters werden uit hun ambt ontheven of aan de nieuwe leer verplicht, kerkbezit in beslag genomen, scholen opgericht en het kerkpatronaat verworven. De viering van traditionele ‘heidense gebruiken’ zoals het Sint-Jansvuur en het dansen op zondagen werd verboden. Filips vaardigde hiervoor een omvangrijke kerkorde uit. De inzet voor de reformatie intensiveerde het geschil met het hertogdom Lotharingen dat nog steeds katholiek was. Op 21 januari 1576 volgde een herindeling van de parochies
In 1595 vaardigde Filips een verordening tegen de woekerrente uit en in 1601 een decreet uit over de ordening van apotheken en de gezondheidszorg.
Filips overleed op 12 maart 1602 in Saarbrücken. Hij werd begraven in de traditionele begraafplaats van het Huis Nassau-Saarbrücken: de Stiftskirche Sankt Arnual. Filips had geen zonen, zijn erfgenaam was zijn neef Lodewijk II van Nassau-Weilburg, die het gehele bezit van de Walramse Linie van het Huis Nassau in zijn hand verenigde.

## Huwelijken en kind

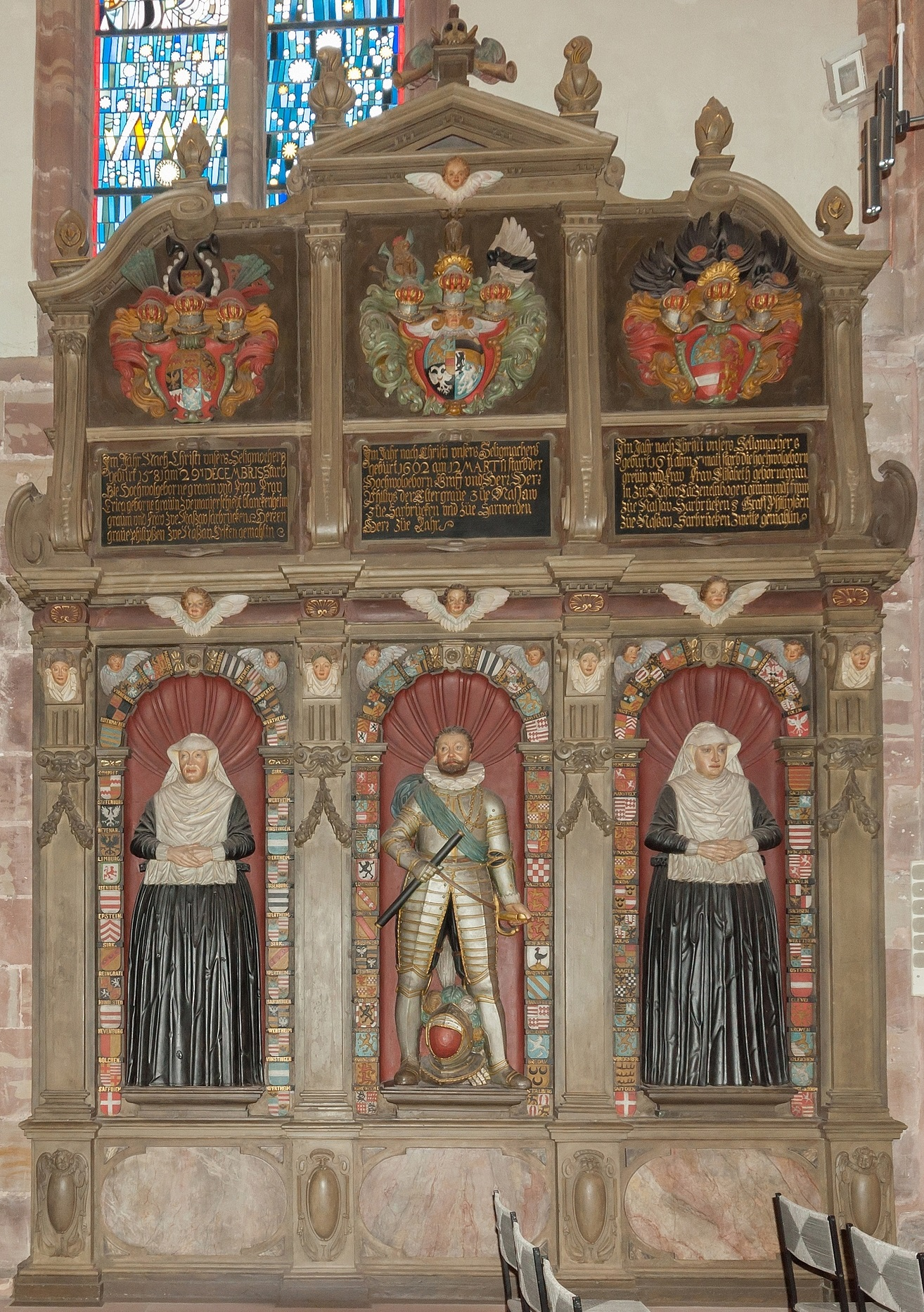
Het grafmonument voor (v.l.n.r.) Erica van Manderscheid, Filips III van Nassau-Saarbrücken, en Elisabeth van Nassau-Siegen in de Stiftskirche Sankt Arnual

### Eerste huwelijk
Filips huwde eerst op 9 april 1563 met Erica van Manderscheid (Manderscheid (?), 23 januari 1545 – Dillenburg, .. december 1581), dochter van graaf van Frans van Manderscheid-Schleiden en Anna van Isenburg-Grenzau. Erica overleed aan de pokken, en werd begraven in de Evangelische Stadskerk te Dillenburg.

Uit dit huwelijk werd geboren:
1. Anna Amalia (Neuweilnau, 22 november 1565[9] - Dillenburg, 7 maart 1605[2][3][7][9]), huwde te Slot Neuweilnau op 22 september 1584Jul.[7][9] met graaf George ‘de Oude’ van Nassau-Beilstein (Dillenburg, 1 september 1562[2][3][9] – Dillenburg, 9 augustus 1623[2][3][4][9]). George hertrouwde te Dillenburg op 5 oktober 1605[2][3][9] met Amalia van Sayn-Wittgenstein (Berleburg, 3/13 oktober 1585 – Dillenburg, 28 maart 1633[2][9]), dochter van graaf Lodewijk I van Sayn-Wittgenstein en Elisabeth van Solms-Laubach.[3] George en zijn beide echtgenotes werden begraven in de Evangelische Stadskerk te Dillenburg.[2][9]

### Tweede huwelijk
Filips hertrouwde te Neuweilnau op 3 oktober 1583 met Elisabeth van Nassau-Siegen (Dillenburg, 24 januari 1564 – Frankfurt am Main, 5 mei 1611), dochter van graaf Johan VI ‘de Oude’ van Nassau-Siegen en Elisabeth van Leuchtenberg. Het huwelijk bleef kinderloos. Elisabeth hertrouwde op 7 mei 1603 met graaf Wolfgang Ernst I van Isenburg-Büdingen (Birstein, 29 december 1560 – aldaar, 21 mei 1633). Elisabeth en Wolfgang Ernst werden begraven te Büdingen.